# Celidomphax omanensis
Celidomphax omanensis är en fjärilsart som beskrevs av Edward P. Wiltshire 1978. Celidomphax omanensis ingår i släktet Celidomphax och familjen mätare. Inga underarter finns listade i Catalogue of Life.